# Rasta Love
Rasta Love – dwudziesty czwarty album studyjny Anthony’ego B, jamajskiego wykonawcy muzyki reggae i dancehall.
Płyta została wydana 19 lutego 2011 roku przez Born Fire Records, własną wytwórnię Anthony’ego.

## Lista utworów
1. "Coming In Hot" feat. Peter Tosh
2. "Love Is The Answer"
3. "No One Knows Tomorrow"
4. "My Yes & My No"
5. "Everybody Needs Somebody To Love"
6. "Never Wanna Lose You" feat. Gyptian
7. "Ganja Blaze"
8. "Time To Have Fun"
9. "Mount Zion" feat. Ky-Mani Marley & Jah Hill
10. "Blame It On Yourself"
11. "White Collar Criminal"
12. "Crazy Life (Broken Dreams)"
13. "Head Over Heels"
14. "I'm Sorry (Breaking Your Heart)"
15. "Sweet Jamaica"
16. "Same Cry (Money Worries)" feat. George Nooks
17. "Rasta Love"
18. "Something Inside So Strong"